# Villarrubia Club de Fútbol
El Formac Villarrubia Club de Fútbol es un club de fútbol español del municipio de Villarrubia de los Ojos (Ciudad Real). Actualmente el equipo milita en el Grupo XVIII de la Tercera División. Su terreno de juego es el Campo Nuevo Municipal, de césped artificial con una grada y tribuna, y con una capacidad para unas 2000 personas.
En la temporada 2017/2018 consiguieron acceder al playoff de ascenso a Segunda División B, en la que perdieron sus dos únicos partidos ante la U.D. Almería B. En la temporada siguiente repitieron clasificación para el playoff y quedaron en segunda posición en la liga regular, que fue la mejor posición de su historia, junto al derecho a disputar la siguiente edición de la Copa del Rey. Tras disputar las tres fases finales de play-off, consigue el ascenso a la Segunda División B.

## Historia
La andadura o historia del Villarrubia Club de Fútbol comienza a finales de la década de los 50, concretamente en 1959 mediante la fusión de equipos locales, los más populares: Hispania y Castilla. Estos equipos también concertaban amistosos con pueblos limítrofes, empezando así la historia del equipo. En terrenos municipales, lo primero por desarrollar fue la construcción del terreno de juego, cuyo cerramiento se realizó años después, con la aportación altruista de la ciudadanía; algún que otro corral o bodega cercanos sirvieron de vestuario.
Jesús Santos Fiorito fue el primer presidente con el que se inició la ilusionante aventura deportiva. Domingo Cuadra, natural de Ciudad Real, fue su primer entrenador y este a su vez lo fue en dos ocasiones más en diferentes etapas, la primera de ellas debutando en Tercera Regional.  
El primer año de competición oficial fue 1960 y esta fue su primera alineación: Matoche; Expósito, Guerra, Breva, Pinilla; Soriano, Mora, Julián, Candi; Marroquí y Cea. Tres años después se cerró el terreno de juego en su inauguración. El Villarrubia tuvo como rival al Sporting de Daimiel. Los locales formaron con Pedro; Felipe, Leal, Montes, Jaime; Breva, Dorote, Pepillo, Beltedera; Candi y Conradillo y como entrenador Lucinio Rodríguez. Comenzaron a llegar jugadores foráneos para fortalecer a los locales, como Expósito, Guerra, Matoche, los hermanos Moya y Felipe. El más destacado de todos por su técnica fue el madrileño Luis Durán, retirado casi con 40 años, junto al local Breva. El año 1960 fue también un año relevante puesto que se creó el trofeo 18 Villas, que hace alusión al patronazgo de la Virgen de la Sierra, el cual en la actualidad es el de mayor antigüedad de la provincia con más de 50 ediciones, la primera contra el amateur del Real Madrid, con Pedro Eguiluz como entrenador. En aquel equipo figuraban jugadores que llegaron a triunfar en 1 ª División como Manolo Velázquez en el Real Madrid y Luis Costa en el Córdoba. 
En el 50 aniversario del trofeo, en 2014, el equipo cambió su denominación a Formac-Villarrubia, su nombre actual, en un partido amistoso contra el Real Madrid C de Tercera División. El saque de honor estuvo a cargo de Tomás Roncero, redactor jefe del diario AS y natural de Villarrubia de los Ojos.  
A finales de los 60 hubo varias temporadas en que el equipo, como el Guadiana, estuvo desaparecido. Se crearon equipos locales y compitieron entre ellos; el más famoso fue el Escalerilla. En 1971 se consiguió unificar a todos y volver a formar un nuevo Villarrubia con Florencio Palomino como presidente. En la temporada 1973/1974 se consiguió uno de los pocos logros importantes de su historia: ser finalista en la Copa Gobernador, con Leoncio Medina como presidente. Se debutó en Piedrabuena perdiendo 5-1 y remontando en casa con un rotundo 7-0. La segunda eliminatoria fue contra Fuente el Fresno, ganándose ambos partidos por 2-0. La tercera eliminatoria fue un pinchazo en Malagón con derrota por 4-0. En el partido de vuelta con el equipo al completo sin bajas, volvió la hombrada recibiendo el Teresiano un severo correctivo 6-0. El último escollo para jugar la finalísima fue el Manzanares, equipo que militaba en dos categorías más altas, concretamente en 1ª Regional. De nuevo se jugó el primer partido fuera de casa y siguiendo la tónica de salidas anteriores se encajó un rotundo 3-0. De nuevo, el milagro o la hombría estuvo servida una vez más, y el partido de vuelta fue de los que no se olvidan fácilmente: durante los 90 minutos se consiguió igualar la eliminatoria, disputando la prórroga y llegando al ansiado 4-0 definitivo, que culminó con una extraordinaria gesta a nivel regional. En la final frente al Atlético Pedro Muñoz y después de una trayectoria tan dificultosa e inigualable, llegó el único y definitivo tropiezo, perdiéndose por 3-1 un partido jugado en Puertollano ante un rival de mayor entidad al igual que el Manzanares, tal vez con más suerte y sobre todo con el hándicap de que el Villarrubia jugaba por primera vez en campo de hierba natural: los jugadores se escurrían de manera continua,  quedando la incertidumbre de haberlo jugado sobre tierra. Pese a no haber conseguido el trofeo, la trayectoria del equipo por la Copa Gobernador fue elogiada por la prensa provincial. La plantilla estaba formada por: Chila,  Zoco, Evaristo, Vale, San Felipe, Molina, Moraleda, Carlos, Nico, Ángel, Angelín, Nicolás, Breva, Salva y Loren. Ruano era el entrenador. 
En la temporada 1975/1976 se consiguió el ascenso a 2ª Regional donde la incertidumbre se mantuvo hasta la última jornada en buena lid con el Cofrima de Ciudad Real como máximo rival. En ese año, la Federación Castellana concedió al club presidido por Pepe Rico, la cantidad de 250.000 pesetas a fondo perdido, dinero que sirvió para la construcción de las gradas del campo de fútbol ubicado en el Paseo del Cordón. Félix Ortiz Ruiz, recientemente fallecido, fue presidente durante dos mandatos: 1979/1980 y 1980/1981. En la primera de ellas se cubrieron las gradas construidas dos años antes, como también la fundación del equipo de juveniles. Leoncio Medina García en su segundo mandato lo hizo en tres temporadas seguidas, de 1987 al 90. En la intermedia el Villarrubia se proclamó campeón del Grupo II de la 1ª Regional Ordinaria con el consiguiente ascenso a preferente, entrenado por Juan Antonio (Madrid). En esa misma temporada, el equipo juvenil se proclamó campeón provincial. La estancia en Preferente solo duró dos temporadas, perdiéndose la categoría en el 91, toda ella llena de despropósitos: en la primera vuelta dimitió el presidente Leoncio Medina y dimitió el entrenador Paco Pinilla. Al primero lo sustituyó una junta gestora presidida por el alcalde Ricardo San Pastor. A Pinilla lo sustituyó Epifanio Huertas, natural de Noblejas (Toledo). 
Transcurrieron muchos años en el pozo de las categorías inferiores, hasta que llegó la década prodigiosa para el Villarrubia C.F. con tres ascensos sin interrupción y con la temporada 2016/2017 siete temporadas seguidas ya denominándose Formac-Villarrubia C.F. en la Tercera División Nacional. Momento histórico el día que se consiguió el ascenso el 9 de mayo de 2010. Javi Díaz pasó a la historia del club en el minuto 88 marcando de penalti el definitivo 1-2 en Talavera de la Reina con el cual se conseguía el ansiado ascenso a Tercera División en Villarrubia, con el resultado 1-1. Al partido de vuelta se desplazaron tres autocares y el recibimiento fue apoteósico en la Glorieta del Pato. La temporada del debut fue también histórica en sus 57 años de existencia. Quien iba a pensar diez o más años atrás que se podría jugar la fase de ascenso a 2ª B. Gracias a la mediación de Tomás Roncero, el delantero Bienve del Villarrubia fue elegido por los entrenadores del grupo XVIII como el mejor de la categoría. 
En la temporada 2018/2019, tras una campaña espectacular con la llegada del técnico toledano Javi Sánchez, el equipo queda segundo clasificado en la tabla general, jugando la liguilla de ascenso a Segunda División B por segunda vez en su historia. En la primera eliminatoria dejó fuera al C.D. Coria en dos partidos muy igualados, dando lugar a una segunda eliminatoria contra el Bergantiños F.C. con victoria manchega en dos encuentros muy disputados. La final tendría lugar con el Alcobendas Sport; en el partido de ida, el cuadro villarrubiero empezó perdiendo 2-0, para posteriormente llevar a cabo una hercúlea remontada dándole la vuelta al marcador en un definitivo 2-3 gracias a un espectacular Nando Copete y la afluencia de la afición villarrubiera en  En el encuentro de vuelta, el conjunto castellanomanchego venció en un tenso partido con goles de Diego Díaz y Héctor Rubio, convirtiéndose en héroes del ascenso. De esta forma, el Villarrubia conseguía ascender por primera vez en su historia a Segunda División B.
El Villarrubia comenzó la temporada 2019/2020 midiéndose en Segunda División B a equipos históricos del país como el Real Murcia, el Recreativo de Huelva, el Córdoba CF, el Cartagena o el Badajoz. A mitad de temporada, con la llegada de la pandemia del Covid-19, se tuvo que paralizar la competición en un momento en el que el equipo se encontraba en mitad de tabla y con claras evidencias de subir posiciones gracias a la buena racha que atravesaba el equipo. Con este parón, que supuso ser definitivo, el Formac Villarrubia CF continuaría una temporada más en una Segunda División B que comenzaría una reestructuración con la llegada al año siguiente de una nueva competición, la Primera RFEF. En la temporada 2020/2021 el Formac Villarrubia no conseguiría mantener la categoría tras jugar las eliminatorias para evitar el descenso a la Tercera RFEF, que supondría la quinta división del fútbol español.
Tras el descenso consumado, el cuerpo técnico formado por Javi Sánchez y Guti decide no continuar al frente del equipo y dar un paso al lado. Así, llega en esta temporada el entrenador madrileño José María Rico Huerta (Chema Rico) formando un nuevo proyecto con el objetivo de volver a Segunda RFEF. La irregularidad de los resultados provocan la destitución a mitad de temporada y el club firma como sustituto al cordobés Rafa Navarro, quien tampoco es capaz de mejorar los resultados y el equipo no consigue ocupar puestos de play-off de ascenso.
En la temporada 2022/2023, el Formac Villarrubia comienza un nuevo proyecto de la mano de un nuevo director deportivo, Emilio Sosa, quien sustituye al villarrubiero Repi Labrador tras una larga trayectoria al frente de esta parcela deportiva. Con él, llega Miguel Aroca junto a su cuerpo técnico, quien consigue con el CP Villarrobledo una buena posición en la temporada anterior dejando al equipo albaceteño jugando play-off de ascenso a Segunda RFEF.

## Uniforme
- Uniforme titular: Camiseta blanquiazul, pantalón azul y medias azules.
- Uniforme visitante: Camiseta amarilla, pantalón negro y medias negras.

## Estadio
Su campo de juego es el Campo Nuevo Municipal, un recinto de césped artificial con una grada y tribuna, y con una capacidad para unas 1.000 personas aproximadamente.

## Trayectoria y Palmarés
| Temporada | División                  | Posición | Copa del Rey |
| --------- | ------------------------- | -------- | ------------ |
| 1959/2007 | Categorías regionales     | -        |              |
| 2007/08   | 2ª Autonómica             | 1º       |              |
| 2008/09   | 1ª Autonómica             | 2º       |              |
| 2009/10   | 1ª Preferente             | 2º       |              |
| 2010/11   | 3ª División               | 5º       |              |
| 2011/12   | 3ª División               | 6º       |              |
| 2012/13   | 3ª División               | 14º      |              |
| 2013/14   | 3ª División               | 6º       |              |
| 2014/15   | 3ª División               | 6º       |              |
| 2015/16   | 3ª División               | 12º      |              |
| 2016/17   | 3ª División               | 5º       |              |
| 2017/18   | 3ª División               | 4º       |              |
| 2018/19   | 3ª División               | 2º       |              |
| 2019/20   | 2ª División B             | 12º      |              |
| 2020/21   | 2ª División B (Grupo V) B | 8º       |              |
| 2021/22   | 3ª RFEF (Grupo XVIII)     | 7º       |              |

- 9 temporadas en Tercera División.

### Trofeos amistosos
- Trofeo de la Uva y el Vino: (2) 2015, 2016

## Jugadores y cuerpo técnico
- Los equipos españoles están limitados a tener en la plantilla un máximo de tres jugadores sin pasaporte de la Unión Europea. La lista incluye solo la principal nacionalidad de cada jugador.